# Conotibia compar
Conotibia compar är en tvåvingeart som först beskrevs av Oskar Theodor 1967.  Conotibia compar ingår i släktet Conotibia och familjen lusflugor. Inga underarter finns listade i Catalogue of Life.